# Dónal Lunny

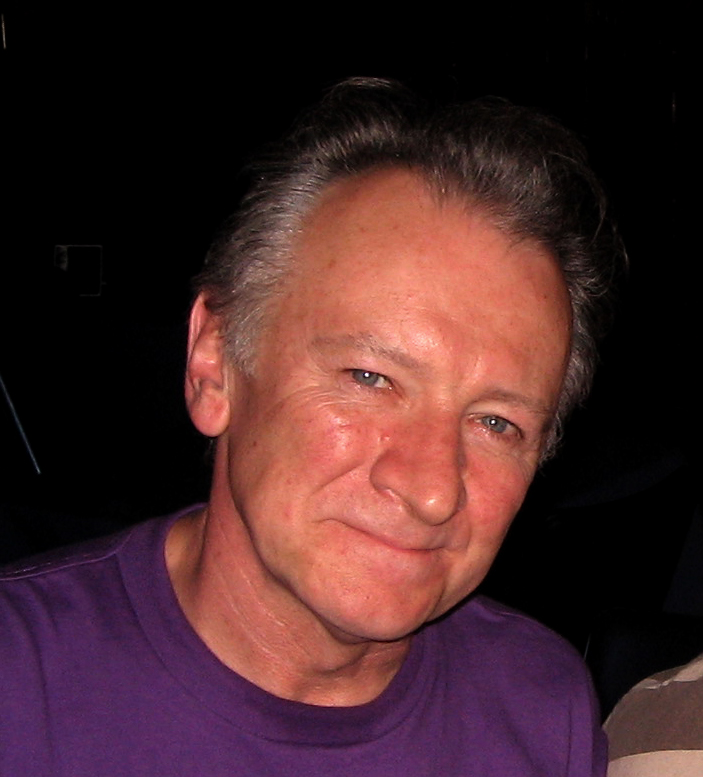
Dónal Lunny

Dónal Lunny (Tullamore (County Offaly), 10 maart 1947) is een Ierse folkmuzikant.

## Levensloop
Lunny begon als drummer in een schoolorkestje en toonde al spoedig belangstelling voor de gitaar. Hij droeg bij aan de opkomst van de bouzouki in de Ierse muziek.
In 1971 werkte Lunny samen met Andy Irvine, Liam O'Flynn en Christy Moore. Het resultaat was het album Prosperous, dat een mijlpaal werd in de Ierse folkmuziek.
Aangemoedigd door dit succes besloten de vier in 1973 de groep Planxty op te richten. Na 1974 verliet Lunny Planxty en speelde hij enige tijd met Shaun Davey. Daarna speelde hij met Micheál Ó Dhomhnaill en Tríona Ní Dhomhnaill, uilleann pipes-speler Paddy Keenan, violist Paddy Glackin, fluitist Matt Molloy en accordeonist Tony MacMahon; zij noemden zich Seachtar. In 1975 werd dit The Bothy Band, waarin Glackin werd vervangen door Kevin Burke; de band bestond tot 1979. Vanaf 1981 speelde Lunny samen met Christy Moore in Moving Hearts; zij stopten in 1984. Daarna zou hij aan diverse projecten meewerken. In 1997 toerde hij in Australië met de band Wheels of the World. In 1998 formeerde hij zijn huidige groep Coolfin met onder anderen Sharon Shannon en Nollaig Casey. Bij de folkband Altan werkte hij aan zeven albums mee.

## Gedeeltelijke discografie
- The First, Emmet Spiceland, 1968
- Planxty, Planxty, 1973
- The Well Below The Valley, Planxty, 1973
- Cold Blow and the Rainy Night, Planxty, 1974
- After The Break, Planxty, 1979
- The Woman I Loved So Well, Planxty, 1980
- The Bothy Band, 1975
- Old Hag You Have Killed Me, The Bothy Band, 1976
- Out of the Wind, Into the Sun, The Bothy Band, 1977
- Afterhours (Live in Paris), The Bothy Band, 1978
- Live in Concert, The Bothy Band, 1976
- Moving Hearts, Moving Hearts, 1982
- The Dark End of the Street, Moving Hearts, 1982
- Live Hearts, Moving Hearts, 1984
- The Storm, Moving Hearts, 1985
- Common Ground, Donal Lunny and Friends, 1996
- Coolfin, Donal Lunny Band, 1998
- No Dowry, met Maighread Ni Domhnaill, 1999
- Between the two Lights, 2000

- Bibsys: 1031670
- Biblioteca Nacional de España: XX1606669
- Bibliothèque nationale de France: cb13976750h (data)
- CiNii: DA16711507
- International Standard Name Identifier: 0000 0000 3397 8874
- Library of Congress Control Number: n82153304
- MusicBrainz: 9296618d-e67c-4cff-bcc9-82d3503a8e1b
- Nationale Bibliotheek van Tsjechië: xx0194532
- Nationale Bibliotheek van Israël: 987007319510705171
- Nederlandse Thesaurus van Auteursnamen: 113999038
- Réseau des bibliothèques de Suisse occidentale: 02-A006264028
- Système universitaire de documentation: 157333051
- Trove: 1573606
- Virtual International Authority File: 59277566
- WorldCat: E39PBJktqFtHQhgymW97mJMF8C